# Epidendrum jimenezii
Epidendrum jimenezii är en orkidéart som beskrevs av Eric Hágsater. Epidendrum jimenezii ingår i släktet Epidendrum och familjen orkidéer. Inga underarter finns listade i Catalogue of Life.